# Punkreas
I Punkreas sono un gruppo musicale punk rock italiano, nato a San Lorenzo di Parabiago, in provincia di Milano, nel 1989.

## Storia

### Gli esordi

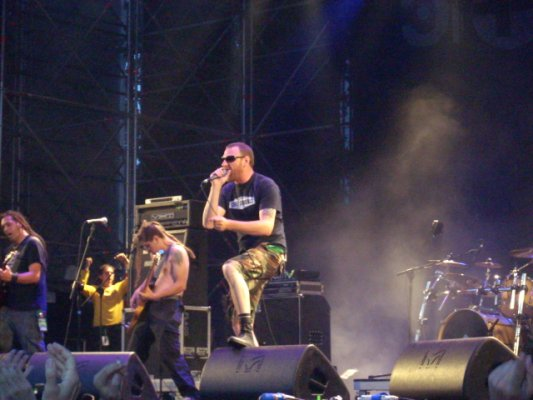
I Punkreas a Torino nel 2008.

Nel dicembre 1990 i Punkreas realizzano il demo autoprodotto intitolato Isterico che si distinse subito nell'underground italiano grazie alla canzone Il vicino che divenne rapidamente un classico della band. Successivamente, dopo le esibizioni live di rito, venne pubblicato nel 1992 il disco d'esordio intitolato United Rumors of Punkreas il quale permise alla band di diffondere ulteriormente il proprio nome arrivando, a tre anni di distanza, a pubblicare quello che è forse il loro disco più amato dai fan, ovvero Paranoia e potere. Questo disco sdogana definitivamente il gruppo, ponendolo tra i più noti nel panorama punk italiano: le sonorità fruscianti e a bassa definizione (date da una registrazione in analogico) resero l'opera più omogenea ed aggressiva e ciò contribuì non poco alla resa sonora delle canzoni dell'album di cui certe si riveleranno un gran successo come Aca toro, La canzone del bosco e Tutti in pista.
Il 1997 fu un anno pieno per il gruppo: l'interesse sempre maggiore verso la band, dovuto al gran numero di concerti di successo, portò alla ristampa dei primi due lavori Isterico e United Rumors of Punkreas su un unico disco intitolato Punkreas 90-93 - i demo ormai erano introvabili già da tempo - e, in seconda battuta, arrivò la pubblicazione di Elettrodomestico, disco molto ben accolto da critica e pubblico. Questo album venne prodotto dalla nuova L'Atomo Dischi, nata lo stesso anno come etichetta dei Punkreas. Il successo del gruppo si confermò con le esibizioni ai Festival del Teste Vuote Ossa Rotte – che diventerà poi Independent Days Festival – e al Vans Warped Tour, estendendosi poi in tutta Italia.

### Il successo e le critiche
Nel 2000 il gruppo pubblica Pelle sempre con L'Atomo Dischi ma con distribuzione Universal: grazie alla distribuzione da parte di una major l'album entra nei principali canali di distribuzione permettendo al gruppo di accrescere notevolmente il proprio seguito ma attirando verso il gruppo critiche di essere entrato a fare parte del sistema che contestava. L'album riscuote buon successo commerciale, tanto che di tre brani vengono prodotti videoclip: Sosta, Terzo mondo e Voglio armarmi, il cui video animato viene realizzato da Davide Toffolo, frontman dei Tre Allegri Ragazzi Morti.
Dopo tanti anni di onorata carriera, nel 2002 il batterista Mastino lascia la band e, dopo una collaborazione con i Vallanzaska e qualche saltuaria data insieme i Crummy Stuff, si unisce agli n2Rage venendo sostituito da Gagno. Lo stesso anno viene pubblicato Falso, in cui il gruppo mostra maggiore interesse per la fusione di generi, in particolare reggae, ska e rock. Dal lavoro viene estratto il singolo Canapa, il cui video è inizialmente rifiutato dalle televisioni per poi esser trasmesso solo in versione censurata in quanto mostra il gruppo piantare e far crescere una pianta di canapa. Vengono anche girati videoclip anche per i brani Dividi e comanda e Toda la noche, al cui testo contribuisce Pulpul, cantante degli Ska-P, gruppo ska punk spagnolo con cui i Punkreas avevano condiviso il palco più volte.

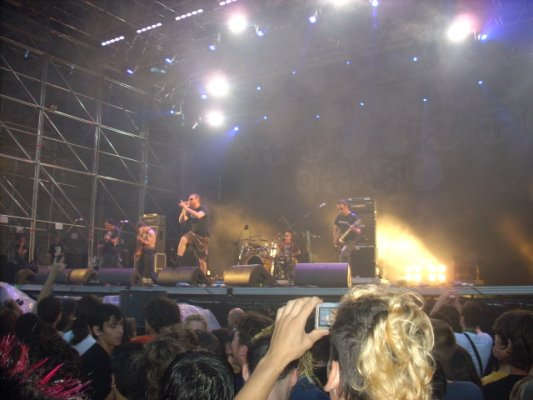
I Punkreas

Nel 2005 viene pubblicato Quello che sei, prodotto sempre con L'Atomo Dischi, il disco viene diffuso con un DVD extra contenente il videoclip di Canapa e un documentario intitolato La Grande Truffa della Marijuana riproducente un intervento di Flaco al Circolone di Legnano su un suo studio storico sull'effettivo proibizionismo nei confronti della marijuana attuato nel secolo scorso. Il disco venne poi ulteriormente supportato con la realizzazione di altri due videoclip: il primo fu quello di American Dream, realizzato con la collaborazione del comico Max Pisu mentre il secondo era quello della canzone L'uomo con le branchie, inizialmente scaricabile gratuitamente dal sito ufficiale del gruppo.

L'album inoltre avrebbe dovuto contenere una dodicesima traccia: Ma che bel mondo è, cover in italiano di What a Wonderful World di Louis Armstrong ma i detentori dei diritti del pezzo originale ne vietarono la pubblicazione.
Nell'ottobre dello stesso anno uscì GE-2001, compilation pubblicata in allegato al quotidiano Il manifesto per raccogliere fondi per i processi seguiti ai Fatti del G8 di Genova; tra i vari artisti che parteciparono all'iniziativa ci furono anche i Punkreas figuranti con il brano Wto.

### 2006-2019
Nel maggio del 2006 la band pubblicò il primo disco dal vivo, intitolato semplicemente Live, che il gruppo supportò con un tour estivo di 30 date che li vide protagonisti in tutta la penisola. L'anno seguente, invece, le esibizioni live furono poche, poiché il gruppo si stava dedicando alla composizione dei brani del nuovo album; nel frattempo, però, effettuarono una collaborazione con il premio Nobel Dario Fo che "assunse" i Punkreas come propria band nel suo intervento alla manifestazione No dal Molin del febbraio 2007 contro la base USA a Vicenza, manifestazione chiusa poi dal concerto degli stessi Punkreas.
Dopo un cambio di etichetta (da L'Atomo Dischi a Canapa Dischi) e un cambio di distributore (dalla Universal alla Venus), il 4 aprile 2008 i Punkreas pubblicano sul mercato la loro ultima fatica: Futuro imperfetto. Nel primo singolo Tyson Rock collaborano con la cantante rock HeLLeR che partecipa ai cori e al videoclip per la regia di Stefano Poletti. Verso la fine di ottobre 2008 la band ha registrato una particolare versione di Cuore Nero (brano di Futuro Imperfetto) con l'uso di violini arrangiati da Daniele Persoglio. Viene girato anche un video con la regia sempre di Stefano Poletti.
Il 2 dicembre 2009, durante la puntata del programma televisivo "Database" in onda su Rock TV, Paletta e Noyse dichiarano i Falsi e Preoccupati la loro tribute band ufficiale.
Il 4 dicembre 2009 al Fucina Controvento di Marghera parte il nuovo tour Paranoia Domestica, nel quale il gruppo ripropone i brani dei primi tre album (Paranoia e Potere, 90-93 ed Elettrodomestico). In occasione della prima data del "Paranoia Domestica Tour" i Punkreas furono sostenuti da tre gruppi spalla: Gli Amanti Di Camilla, gruppo punk/ska di Spinea (VE), Why Not Loser, gruppo punk rock di Treviso e Yokoano, gruppo rock hc della zona milanese (il nuovo gruppo di Dani delle Porno Riviste).
Il 1º luglio 2011 i Punkreas hanno denunciato con un comunicato l'aggressione con gas lacrimogeno commessa da un gruppo di Carabinieri in servizio per ordine pubblico presso l'hotel Eurostar di Nichelino (TO) dove la band alloggiava dopo un concerto. È disponibile una videointervista a Gabriele aka Paletta, bassista del gruppo, che ricostruisce l'episodio.
Il 31 gennaio 2012 esce l'ottavo album in studio, Noblesse oblige, che vanta molte partecipazioni tra cui 'O Zulù delle 99 Posse.
Hanno inoltre collaborato alla realizzazione del brano Santa Madonna, contenuto nel disco Sig. Brainwash del giovane rapper Fedez, da sempre fan della band.
Il 12 ottobre 2014 il chitarrista Flaco annuncia il suo addio alla band con un post su Facebook.
Il 16 gennaio, alla vigilia della prima data del tour al Leoncavallo di Milano, l'ex chitarrista Flaco chiarisce la sua posizione in merito all'abbandono della band con un post su facebook, in cui dichiara di essere stato estromesso dagli altri componenti per incompatibilità caratteriale e svela l'inaspettato ingresso dello storico fonico della band, Andrea Botti, in qualità di nuovo chitarrista. Flaco fonda a metà dello stesso anno i flacopunx.
Per celebrare i 25 anni di attività, i Punkreas annunciano il XXV Paranoia Domestica Tour e la ristampa dei primi quattro dischi in un cofanetto speciale.
Il 18 marzo 2016 il gruppo ha annunciato l'uscita, il 22 aprile, del loro decimo album in studio intitolato Il lato ruvido (pubblicato per Rude Records, con la collaborazione de Lo Stato Sociale, Modena City Ramblers e Shiva); proprio la scelta delle collaborazioni, ha portato non poche critiche al gruppo da parte di parecchi fan ma, nonostante ciò, come emerso dalle prime recensioni di altri artisti e critici e, soprattutto dai sempre fedeli fan ai concerti, non hanno influito sul successo e sullo spirito del gruppo. Del nuovo lavoro fanno parte dodici brani, di cui cinque sono stati accompagnati da video, disponibili sul canale YouTube della band. Si tratta di In fuga, 800588605, Il lato ruvido, Picchia più duro, Salta. Quest'ultimo singolo è stato pubblicato in esclusiva anche su Fanpage.it.
Nel 2018 il gruppo ha pubblicato due EP: Inequilibrio (Garrincha Dischi / Canapa Dischi) e Instabile (Garrincha Dischi / Canapa Dischi), che sono poi confluiti (con l'aggiunta di altre tre canzoni) nel loro undicesimo album, Inequilibrio Instabile (Garrincha Dischi / Canapa Dischi), uscito il 25 gennaio 2019.
Sempre nel 2019 collaborano con il cantante Auroro Borealo nel suo disco Adoro Borealo interpretando insieme a lui la canzone Avrò sbagliato qualcosa.
Nello stesso anno, per celebrare il trentennale del gruppo, esce la raccolta XXX. Per l'occasione viene anche organizzato un concerto all'Alcatraz di Milano, in cui la band si esibisce assieme a molti ospiti.

### Stop per pandemia e nuovi album (2020-presente)
Nel 2020, a causa dello stop ai concerti imposto per contrastare l'epidemia Covid, il gruppo organizza lo spettacolo itinerante Funny Goes Acoustic, in cui alcuni dei maggiori successi della band vengono reinterpretati in versione acustica. Lo spettacolo continua nel 2021, sfociando anche nella pubblicazione dell'album omonimo, il dodicesimo del gruppo.
Nel 2022 con la fine dell'emergenza sanitaria i concerti possono riprendere svolgendosi senza restrizioni in tutta Italia, e la band intraprende il XXX e Qualcosa tour, girando la penisola con molte date estive e autunnali.
Il 27 gennaio 2023 viene pubblicato Le mani in alto, nuovo singolo che anticipa l'album Electric Déjà-Vu, previsto per il 31 marzo e a cui faranno seguito alcune date nei club in aprile. Il 28 marzo esce il singolo Tempi distorti. Durante l'estate 2023 l'Electric Déjà-Vu Tour prosegue in tutta Italia con numerosi concerti da maggio a settembre.
Il 26 aprile 2024 esce la versione deluxe del disco, ribattezzata Electric Déjà-Vu (Reloaded).

## Discografia

### Album in studio
- 1990 – Isterico
- 1992 – United Rumors of Punkreas
- 1995 – Paranoia e potere
- 1997 – Elettrodomestico
- 2000 – Pelle
- 2002 – Falso
- 2005 – Quello che sei
- 2008 – Futuro imperfetto
- 2012 – Noblesse oblige
- 2014 – Radio Punkreas
- 2016 – Il lato ruvido
- 2019 – Inequilibrio Instabile
- 2021 – Funny goes acoustic
- 2023 – Electric Déjà-Vu
- 2025 - Paranoia e Potere remastered

### Album dal vivo
- 2006 – Punkreas Live
- 2010 – Paranoia Domestica Live

### Raccolte
- 1997 – Punkreas 90-93
- 2019 – XXX – 1989-2019: The Best

### EP
- 2018 – Inequilibrio
- 2018 – Instabile

### Demo
- 1990 – Isterico

### Singoli
- 1990 – Il vicino
- 1995 – La canzone del bosco
- 2000 – Sosta
- 2000 – Voglio armarmi
- 2012 – Polenta e Kebab
- 2012 – Ali di pietra
- 2014 – Il mondo (feat. Piotta)
- 2016 – In fuga (feat. Lo Stato Sociale)
- 2016 – Il Lato Ruvido
- 2018 – Fermati e respira
- 2018 – Inequilibrio
- 2018 – U-Soli
- 2018 – La Verità (feat. Davide Toffolo)
- 2018 – Marta
- 2019 – Sono vivo
- 2020 – Aca' Toro (feat Ska-P)
- 2020 – Bleah
- 2021 – Sosta (Acoustic)
- 2021 – Il Prossimo Show (Acoustic)
- 2022 – Onda d'urto (feat. Bunna)
- 2023 – Le mani in alto
- 2023 – Tempi distorti
- 2024 – Ciao Ciao
- 2024 - Made in italy

Collaborazioni
- 2019 – Avrò sbagliato qualcosa, in Adoro Borealo di Auroro Borealo[12]
- 2024 – I miei amici, in Pogo Mixtape Vol. 1 dei Finley

Partecipazione a compilation
2007 - Diritti N.O.N. Umani - brano: Solo andata

## Formazione

### Formazione attuale
- Angelo "Cippa" Caccia – voce (1989-presente)
- Paolo "Noyse" Pomponio – chitarra (1989-presente)
- Andrea "Endriù" Botti – chitarra (2014-presente)
- Gabriele "Paletta" Mantegazza – basso (1989-presente)
- Paolo "Gagno" Raimondo – batteria (2002-presente)

### Ex componenti
- Claudio "Mastino" Castelli – batteria (1989-2002)
- Fabrizio "Flaco" Castelli – chitarra (1989-2014)